# Кубок Грузії з футболу 2021
Кубок Грузії з футболу 2021 — (також знаний як Кубок Давида Кіпіані) 32-й розіграш кубкового футбольного турніру у Грузії. Титул вдруге здобув Сабуртало.

## Календар
| Раунд        | Дата               | Матчі | Клуби   |
| ------------ | ------------------ | ----- | ------- |
| Перший раунд | 21-23 березня 2021 | 24    | 68 → 44 |
| Другий раунд | 26-27 березня 2021 | 12    | 44 → 32 |
| 1/16 фіналу  | 18-21 квітня 2021  | 16    | 32 → 16 |
| 1/8 фіналу   | 19-20 травня 2021  | 8     | 16 → 8  |
| 1/4 фіналу   | 28 жовтня 2021     | 4     | 8 → 4   |
| 1/2 фіналу   | 24 листопада 2021  | 2     | 4 → 2   |
| Фінал        | 8 грудня 2021      | 1     | 2 → 1   |

## Перший раунд
| Команда 1                     | Рахунок         | Команда 2               |
| ----------------------------- | --------------- | ----------------------- |
| 21 березня 2021               |                 |                         |
| Динамо-2 (Тбілісі) (4)        | 3–1             | Колхеті (Хобі) (3)      |
| 22 березня 2021               |                 |                         |
| Чібаті (4)                    | 2–4             | Іберія (4)              |
| Самегрело (4)                 | 0–6             | Тбілісі Сіті (3)        |
| ВІТ Джорджія-2 (4)            | 3–0             | Егрісі (4)              |
| Одіші (4)                     | 0–2             | Горі (3)                |
| Цхумі (4)                     | 1–3 дч          | Мерані-2 (Тбілісі) (3)  |
| Легіоні (4)                   | 1–0             | Торпедо-2 (Кутаїсі) (4) |
| Колхі (4)                     | 0–5             | Дідубе 2014 (3)         |
| Самцхе (Ахалціхе) (4)         | 3–2 дч          | Сулорі (4)              |
| Мартве (Кутаїсі) (4)          | 0–1             | Боржомі (4)             |
| Глдані (4)                    | 1–2             | Зестафоні (4)           |
| Маргветі 2006 (Зестафоні) (4) | 1–2             | Імереті (4)             |
| 23 березня 2021               |                 |                         |
| Алгеті (4)                    | 3–2             | Мешахте (3)             |
| Варкетілі (3)                 | 0–1             | Колхеті-1913 (Поті) (3) |
| Тбілісі 2016 (4)              | 1–1 дч пен. 5–4 | Мерані-2 (Мартвілі) (4) |
| Шкурі (4)                     | 0–4             | Спаері (3)              |
| Шукура-2 (4)                  | 0–1             | Штурмі (4)              |
| Зана Абаша (4)                | 0–4             | Магароелі (Чиатура) (3) |
| Ірао (4)                      | 1–3             | Арагві (Душеті) (3)     |
| Хіхані (4)                    | 0–3             | Матчахела (4)           |
| Самгуралі-2 (Цхалтубо) (4)    | 0–0 дч пен. 4–2 | Бетлемі (4)             |
| Бахмаро (3)                   | 0–0 дч пен. 4–5 | Гурія (3)               |
| Тбілісі (4)                   | 1–4             | Сабуртало-2 (3)         |
| Ляхві (Ачабеті) (4)           | 0–1             | Іберія 2010 (4)         |

## Другий раунд
| Команда 1              | Рахунок         | Команда 2                  |
| ---------------------- | --------------- | -------------------------- |
| 26 березня 2021        |                 |                            |
| Динамо-2 (Тбілісі) (4) | 4–0             | Імереті (4)                |
| Легіоні (4)            | 3–1             | Самцхе (Ахалціхе) (4)      |
| Боржомі (4)            | 0–1             | Дідубе 2014 (3)            |
| Зестафоні (4)          | 2–1 дч          | Мерані-2 (Тбілісі) (3)     |
| Алгеті (4)             | 0–0 дч пен. 5–6 | Магароелі (Чиатура) (3)    |
| Іберія (4)             | 0–2             | ВІТ Джорджія-2 (4)         |
| Горі (3)               | 3–1             | Тбілісі Сіті (3)           |
| 27 березня 2021        |                 |                            |
| Арагві (Душеті) (3)    | 1–0             | Колхеті-1913 (Поті) (3)    |
| Тбілісі 2016 (4)       | 1–3             | Сабуртало-2 (3)            |
| Іберія 2010 (4)        | 0–4             | Самгуралі-2 (Цхалтубо) (4) |
| Штурмі (4)             | 1–3             | Спаері (3)                 |
| Матчахела (4)          | 0–2 дч          | Гурія (3)                  |

## 1/16 фіналу
| Команда 1                  | Рахунок      | Команда 2               |
| -------------------------- | ------------ | ----------------------- |
| 18 квітня 2021             |              |                         |
| Зестафоні (4)              | 1–2          | Арагві (Душеті) (3)     |
| 20 квітня 2021             |              |                         |
| Гурія (3)                  | 1–2          | Чихура (2)              |
| Легіоні (4)                | 0–5          | Шевардені-1906 (2)      |
| Спаері (3)                 | 0–1          | Сабуртало               |
| Динамо-2 (Тбілісі) (4)     | 2–1          | ВІТ Джорджія (2)        |
| Дідубе 2014 (3)            | 1–2          | Горі (3)                |
| Магароелі (Чиатура) (3)    | 0–3          | Самгуралі (Цхалтубо)    |
| 21 квітня 2021             |              |                         |
| ВІТ Джорджія-2 (4)         | 0–0 пен. 6–7 | Діла                    |
| Мерані (Тбілісі) (2)       | 2–5          | Локомотив (Тбілісі)     |
| Сабуртало-2 (3)            | 2–5          | Гареджі (Саґареджо) (2) |
| Шукура                     | 1–0          | Динамо (Тбілісі)        |
| Самгуралі-2 (Цхалтубо) (4) | 1–3          | Телаві                  |
| Сіоні (2)                  | 4–2 дч       | Самтредіа               |
| Гагра (2)                  | 5–2          | Динамо (Зугдіді) (2)    |
| Мерані (Мартвілі) (2)      | 0–0 пен. 3–1 | Торпедо (Кутаїсі)       |
| Руставі (2)                | 0–2          | Динамо (Батумі)         |

## 1/8 фіналу
| Команда 1              | Рахунок | Команда 2               |
| ---------------------- | ------- | ----------------------- |
| 19 травня 2021         |         |                         |
| Мерані (Мартвілі) (2)  | 0–1     | Гагра (2)               |
| Чихура (2)             | 0–5     | Динамо (Батумі)         |
| Динамо-2 (Тбілісі) (4) | 0–1     | Гареджі (Саґареджо) (2) |
| Локомотив (Тбілісі)    | 2–0     | Телаві                  |
| 20 травня 2021         |         |                         |
| Горі (3)               | 2–0     | Арагві (Душеті) (3)     |
| Сабуртало              | 3–1     | Діла                    |
| Шевардені-1906 (2)     | 0–2     | Шукура                  |
| Сіоні (2)              | 1–3 дч  | Самгуралі (Цхалтубо)    |

## 1/4 фіналу
| Команда 1               | Рахунок | Команда 2            |
| ----------------------- | ------- | -------------------- |
| 28 жовтня 2021          |         |                      |
| Локомотив (Тбілісі)     | 1-3     | Динамо (Батумі)      |
| Гагра (2)               | 1-2     | Шукура               |
| Гареджі (Саґареджо) (2) | 1-2     | Сабуртало            |
| Горі (3)                | 1-2 дч  | Самгуралі (Цхалтубо) |

## 1/2 фіналу
| Команда 1         | Рахунок | Команда 2            |
| ----------------- | ------- | -------------------- |
| 24 листопада 2021 |         |                      |
| Сабуртало         | 2-1     | Динамо (Батумі)      |
| Шукура            | 2-3     | Самгуралі (Цхалтубо) |

## Фінал
| 8 грудня 2021 15:00 (EEST) |

| Самгуралі (Цхалтубо) | 0:1      | Сабуртало     |
| -------------------- | -------- | ------------- |
|                      | Протокол | Табатадзе 65' |

| Рамаз Шенгелія, Кутаїсі Глядачів: 6 402 Арбітр: Ярослав Пшибиль |